# Hans Keiser-Nielsen
Hans Keiser-Nielsen (også kaldet Enmandshæren) (født 6. september 1910, død 17. august 1996) var en af stifterne af modstandsgruppen Holger Danske.
Han var ikke med i selve gruppen, fordi han mente, det var for farligt at være så mange, men det var i hans lejlighed, at gruppen blev dannet.
En af hans bedrifter var at svømme med bomber på ryggen over og under vandet på lange strækninger uden dykkerudstyr for derefter at sætte dem fast på skrogene af skibe under havoverfladen.
Han havde ikke noget forhold til nogen, dengang han var med i Holger Danske, men blev senere gift med Åsta Keiser-Nielsen.
Som læge skrev flere værker blandt andet om mucin i Mucin: undersøgelser over nogle af mucins fysisk-kemiske egenskaber og fysiologiske funktioner fra 1953.
Han døde en naturlig død og efterlod sig 4 børn.